# Vagón
Un vagón es un vehículo ferroviario utilizado para el transporte de mercancías.
Existen vagones especializados para determinados tipos de carga. Los vagones abiertos sirven para el transporte de minerales, los vagones cisterna se usan para el transporte de productos líquidos, desde leche hasta petróleo. Otros tipos de vagones permiten transportar contenedores o remolques de camión.

## Tolva
Los vagones tolva pueden ser abiertos o cerrados. Los primeros se utilizan para el transporte de minerales, carbón para centrales eléctricas, piedra para construcción o balasto para el mantenimiento de la infraestructura ferroviaria. También se emplean para abastecer a la industria metalúrgica con carbón y coque.

## Abierto
Los vagones abiertos se utilizan en una gran variedad de tráficos: minerales (en especial carbón), productos metalúrgicos, rieles o maderas. 
Debido a su versatilidad y a la simpleza de su construcción y operación, estos vagones se usaron ampliamente, constituyendo el grueso de la flota de vagones de carga de las empresas ferroviarias. Desde mediados del siglo XX, la cantidad de vagones abiertos disminuyó, a medida que fueron reemplazados por vagones más específicos.

## Plataforma
El vagón plataforma consiste en una plataforma, sin bordes, que le otorga una gran flexibilidad para transportar cargas de tamaños diversos; la única limitación la determina el gálibo máximo de la línea.

## Jaula
Los vagones jaula, también llamados vagones de ganado o vagones hacienda, estaban destinados al transporte de ganado en pie.

## Cisterna
Los vagones cisterna o vagones tanque están destinados al transporte a granel de productos líquidos o gaseosos. Los primeros vagones cisterna se usaron a fines del siglo XIX para el transporte de petróleo a granel.

## Cerrado
Los vagones cerrados a diferencia de los vagones abiertos si tienen techo, los cuales protegen las cargas de las condiciones climáticas. Hasta mediados del siglo XX se construían mayoritariamente en madera, hasta que ese material fue sustituido por acero y, de manera excepcional, por aluminio.

## Refrigerado
Los vagones refrigerados se emplean para transportar mercancías que requieren climatización.

## Galería de imágenes

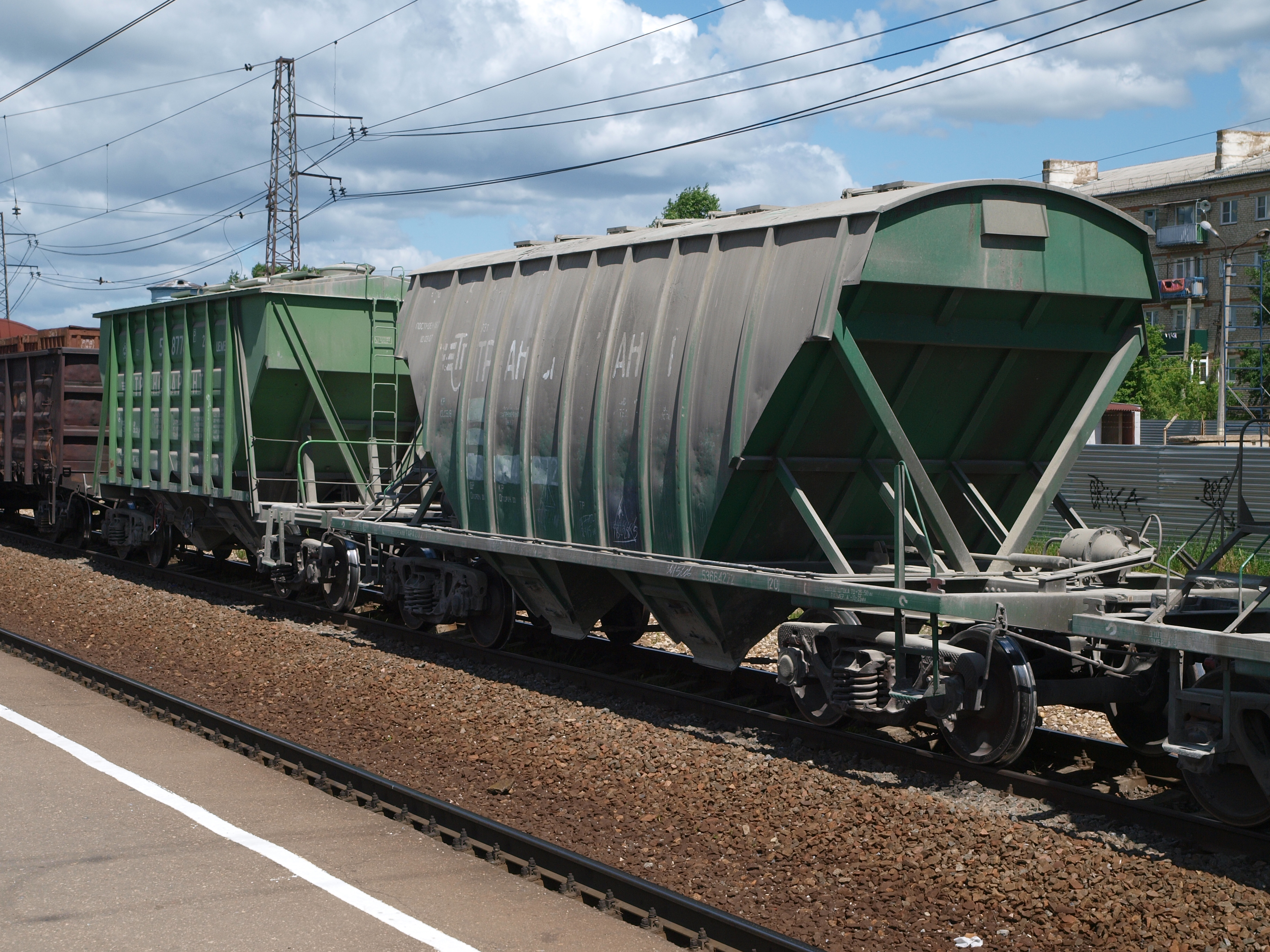
Tolva.
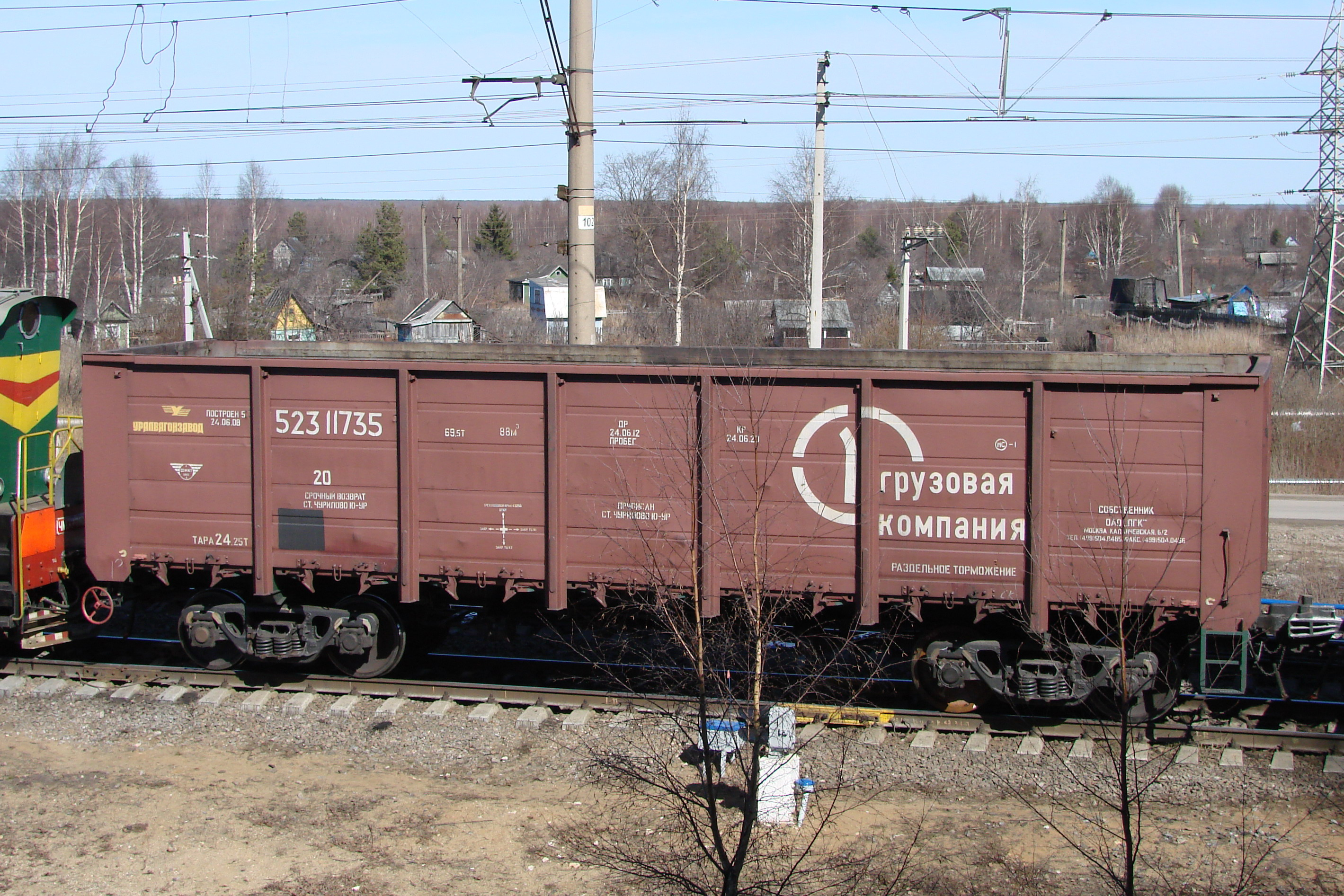
Abierto
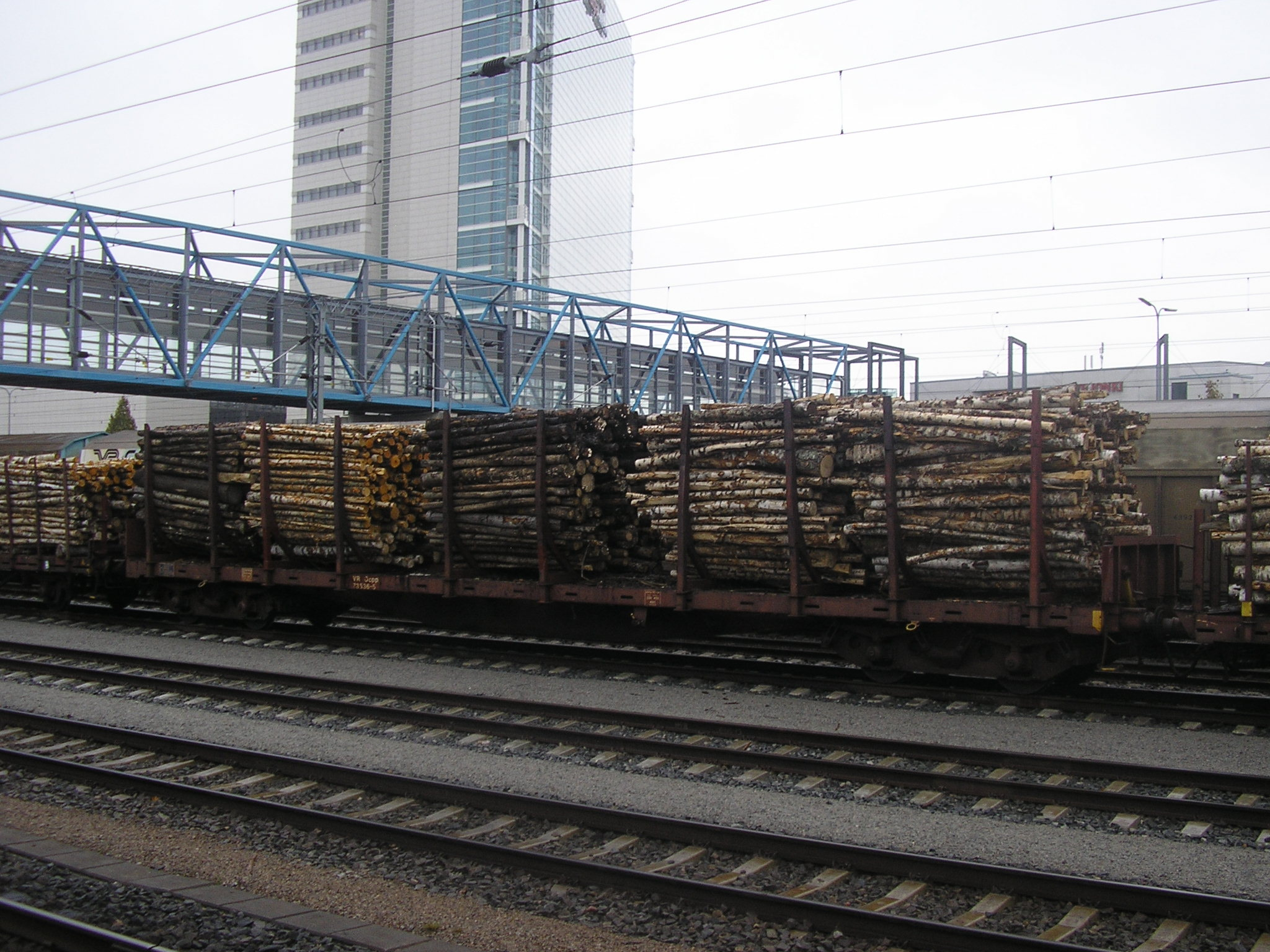
Plataforma
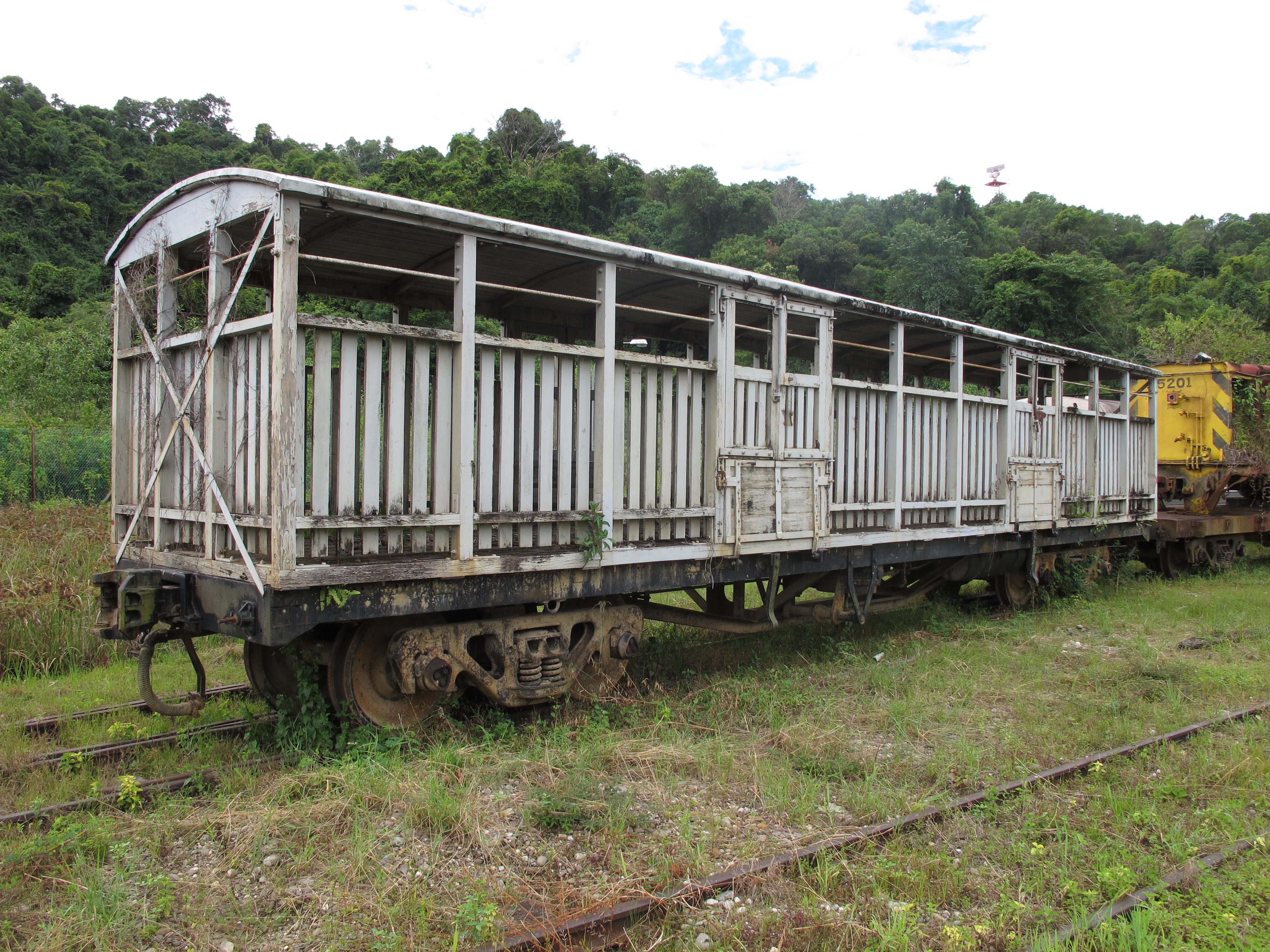
Jaula
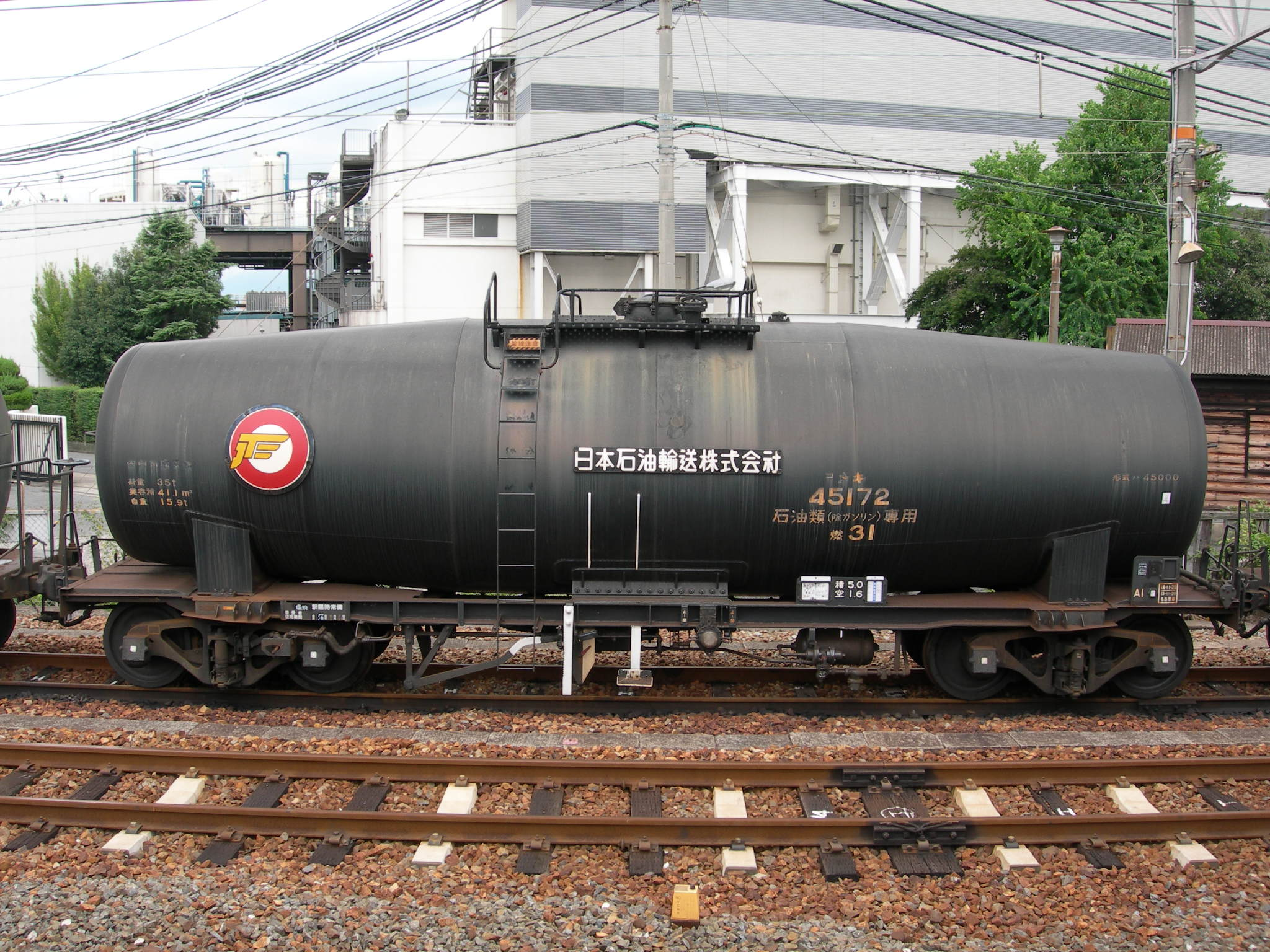
Cisterna
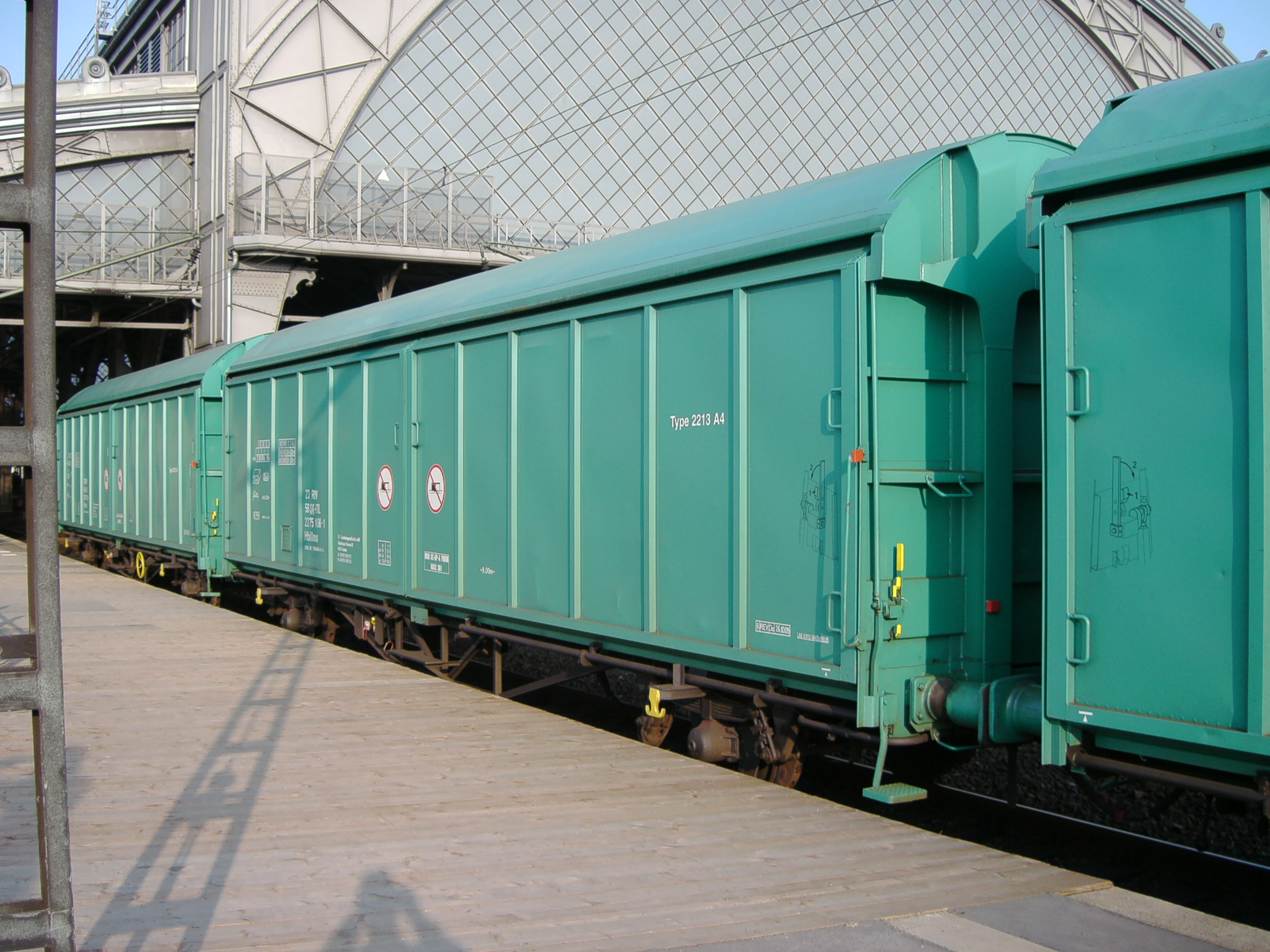
Cerrado
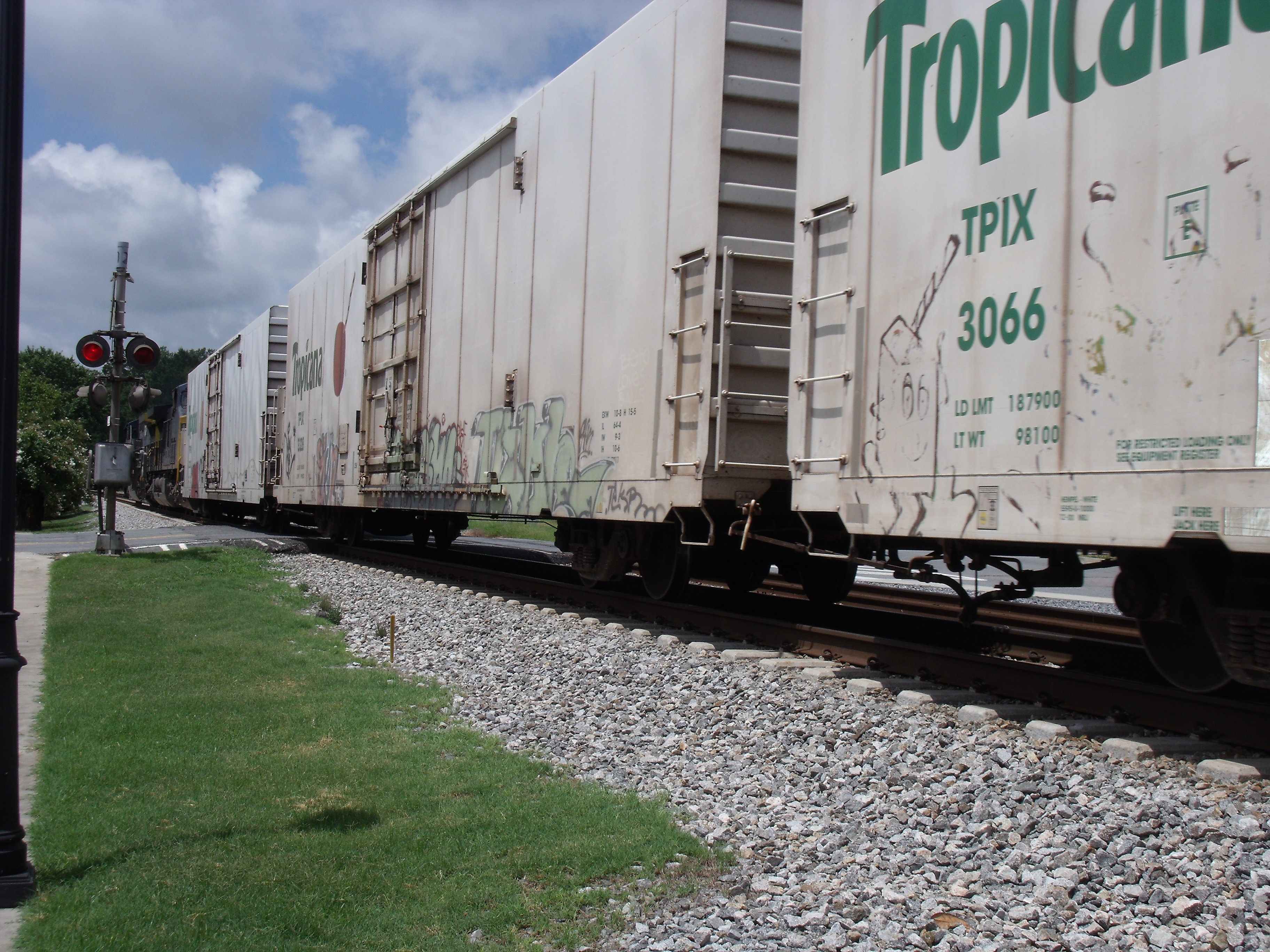
Refrigerado